# Кілемарське міське поселення
Кілема́рське міське поселення (рос. Килемарское городское поселение) — муніципальне утворення у складі Кілемарського району Марій Ел, Росія. Адміністративний центр — селище міського типу Кілемари.

## Історія
Станом на 2002 рік існували Кілемарська селищна рада (смт Кілемари, присілки Васені, Великий Ломбенур, Кічма, малий Ломбенур, Марі-Кілемари, Самкино), Шудугузька сільська рада (присілки Великий Шудугуж, Малий Шудугуж, селище Нежнурський) та Удюрминська сільська рада (селища Кужинський Коноплянник, Удюрма), присілки Великий Кундиш та Водозер'є перебували у складі Широкундиської сільської ради, присілок Кужолок — у складі Великокібеєвської сільської ради.

## Населення
Населення — 4304 особи (2019, 4651 у 2010, 4616 у 2002).

## Склад
До складу поселення входять такі населені пункти:
| Населений пункт                | Населення, осіб (2002) | Населення, осіб (2010) |
| ------------------------------ | ---------------------- | ---------------------- |
| Васені, присілок               | 14                     | 13                     |
| Великий Кундиш, присілок       | 27                     | 45                     |
| Великий Ломбенур, присілок     | 55                     | 34                     |
| Великий Шудугуж, присілок      | 38                     | 9                      |
| Водозер'є, присілок            | 68                     | 178                    |
| Кілемари, селище міського типу | 3951                   | 4073                   |
| Кічма, присілок                | 2                      | 0                      |
| Кужинський Коноплянник, селище | 22                     | 14                     |
| Кужолок, присілок              | 0                      | 2                      |
| Малий Ломбенур, присілок       | 5                      | 3                      |
| Малий Шудугуж, присілок        | 58                     | 33                     |
| Марі-Кілемари, присілок        | 20                     | 15                     |
| Нежнурський, селище            | 192                    | 124                    |
| Самкино, присілок              | 7                      | 3                      |
| Удюрма, селище                 | 157                    | 105                    |